# Зубовская площадь
Зу́бовская площадь является частью Садового кольца между Зубовским и Смоленским бульварами, улицей Бурденко, Дашковым переулком, Зубовской улицей и Пречистенкой. Расположена в Хамовниках.

## Происхождение названия
Зубовская площадь получила название по местности Зубово, а наименование местности происходит от фамилии Зубов. Полковник Иван Зубов был головой стрелецкого полка, охранявшего в XVII веке Чертольские ворота Земляного города, находившиеся на этой площади. Чертольскими ворота назывались потому, что находились у пересечения Земляного вала с Чертольской улицей (Пречистенкой), которая тянулась от урочища Чертолье. В 1985—1988 годах — площадь Михаила Шолохова (здесь предполагалось установить памятник писателю М. А. Шолохову).

## Примечательные здания и сооружения
- № 2 — Счётная палата Российской Федерации
- № 3 строение 1 — Зубовская телефонная станция. Здание построено в 1933 году по проекту архитектора К. И. Соломонова[1]. Первоначально строилось для одного из штабных подразделений РККА, с 1955 по 1957 гг. здесь размещался подготовительный комитет VI Всемирного фестиваля молодёжи и студентов в Москве и, соответственно, штаб фестиваля в дни его проведения. Бывшее здание ММТС-3,4. До середины 90-х годов располагалась служба «07». Далее использовалось как здание ОАО «Ростелеком» и ОАО «Связьинвест». В 2014 году здание не используется. Дом № 3 «сыграл» роль наземного вестибюля станции «Садовая» в фильме «Метро». В настоящее время здание перестроено под гостиницу.

## Общественный транспорт
- На Зубовском бульваре (Садовое кольцо) имеется остановка «Зубовская площадь» автобусов Б, 379, с910.
- На Зубовской улице имеется остановка «Зубовская площадь» автобусов м6, с755.